# شيروي (تشيبا)
مدينة شيروي (بالإنجليزية: Shiroi)‏ هي إحدى المدن التابعة لولاية تشيبا. تأسست رسميًا في 01/04/2001. ويقدر عدد سكانها بـ 57151 نسمة حسب تقدير مكتب الإحصاء الياباني لعام 2012. تبلغ مساحة شيروي 35.41 كم2. بكثافة سكانية تبلغ 1614 نسمة/كم2.

## أعلام
- أكيهيرو هودو